# Collegio di Berwick-upon-Tweed
Berwick-upon-Tweed è stato un collegio elettorale situato nel Northumberland, nel Nord Est dell'Inghilterra, e rappresentato alla Camera dei comuni del Parlamento del Regno Unito. Eleggeva un membro del parlamento con il sistema first-past-the-post, ossia maggioritario a turno unico; il collegio è stato abolito in occasione della revisione periodica del 2024.

## Estensione
Il collegio di Berwick-upon-Tweed si trovava nella contea del Northumberland. Comprendeva come punto più settentrionale la città di Berwick-upon-Tweed e si estendeva verso sud per includere le città di Alnwick e Amble, con la costa che formava il suo confine orientale. La lunghezza era di circa 80 km e copriva un'area di 2.310 km². 
Si trattava di un collegio in prevalenza rurale, ed era il più settentrionale dell'Inghilterra, con una densità di popolazione relativamente bassa.
Tra il 1918 ed il 1949 il collegio comprese il Borough Municipale di Berwick-upon-Tweed, i distretti urbani di Alnwick, Amble e Rothbury, insieme ai distretti rurali di Alnwick, Belford, Glendale, Norham and Islandshire e Rothbury.
A seguito dell'ultima revisione dei confini dei collegi del Northumberland, la Boundary Commission for England apportò solo piccole modifiche al collegio esistente di Berwick. 
I ward elettorali utilizzati per costituire il collegio furono:
- l'intero ex distretto di Alnwick
- l'intero ex Borough di Berwick-upon-Tweed
- i ward dell'ex distretto di Castle Morpeth di Chevington, Ellington, Hartburn, Longhorsley, Lynemouth e Ulgham

## Membri del parlamento dal 1820
| Elezione     | Primo deputato                  | Primo deputato                  | Primo partito                   | Secondo deputato                | Secondo deputato                | Secondo partito                 |
| ------------ | ------------------------------- | ------------------------------- | ------------------------------- | ------------------------------- | ------------------------------- | ------------------------------- |
| Mar 1820     |                                 | Charles Bennet                  | Whigs                           |                                 | David Milne                     | Tory                            |
| Lug 1820 (S) | Henry St Paul                   | Charles Bennet                  | Whigs                           |                                 |                                 | Tory                            |
| Dic 1820 (S) |                                 | Charles Bennet                  | Whigs                           | Francis Blake                   | Whigs                           |                                 |
| 1823 (S)     |                                 | John Beresford                  | Tory                            | Francis Blake                   | Whigs                           |                                 |
| 1826         | Marcus Beresford                |                                 | Tory                            | John Gladstone                  | Tory                            |                                 |
| 1827 (S)     | Marcus Beresford                |                                 | Tory                            | Francis Blake                   | Whigs                           |                                 |
| 1832         |                                 | Rufane Shaw Donkin              | Whigs                           | Francis Blake                   | Whigs                           |                                 |
| 1835         |                                 | Rufane Shaw Donkin              | Whigs                           | James Bradshaw                  | Conservatore                    |                                 |
| 1837         |                                 | Richard Hodgson                 | Conservatore                    | William Holmes                  | Conservatore                    |                                 |
| 1841         |                                 | Richard Hodgson                 | Conservatore                    | Matthew Forster                 | Whigs                           |                                 |
| 1847         | John Campbell Renton            |                                 | Conservatore                    | Matthew Forster                 | Whigs                           |                                 |
| 1852         |                                 | John Stapleton                  | Radicale                        | Matthew Forster                 | Whigs                           |                                 |
| 1853 (S)     |                                 | Dudley Marjoribanks             | Whigs                           | John Forster                    | Whigs                           |                                 |
| 1857         |                                 | Dudley Marjoribanks             | Whigs                           | John Stapleton                  | Radicale                        |                                 |
| Mag 1859     |                                 | Charles William Gordon          | Conservatore                    |                                 | Ralph Earle                     | Conservatore                    |
| Ago 1859 (S) |                                 | Charles William Gordon          | Conservatore                    | Dudley Marjoribanks             | Liberale                        |                                 |
| 1863 (S)     | William Cargill                 |                                 | Conservatore                    | Dudley Marjoribanks             | Liberale                        |                                 |
| 1865         |                                 | Alexander Mitchell              | Liberale                        | Dudley Marjoribanks             | Liberale                        |                                 |
| 1868         | William Keppel                  | John Stapleton                  | Liberale                        |                                 | Liberale                        |                                 |
| 1874         | Dudley Marjoribanks             |                                 | Liberale                        | David Milne Home                | Conservatore                    |                                 |
| 1880         | Dudley Marjoribanks             |                                 | Liberale                        | Henry Strutt                    | Liberale                        |                                 |
| 1880 (S)     | Dudley Marjoribanks             |                                 | Liberale                        | David Milne Home                | Conservatore                    |                                 |
| 1881 (S)     | Hubert Jerningham               |                                 | Liberale                        | David Milne Home                | Conservatore                    |                                 |
| 1885         | Il collegio diventa uninominale | Il collegio diventa uninominale | Il collegio diventa uninominale | Il collegio diventa uninominale | Il collegio diventa uninominale | Il collegio diventa uninominale |

Dal 1885 il collegio divenne uninominale
| Elezione | Elezione            | Deputato             | Partito             |
| -------- | ------------------- | -------------------- | ------------------- |
|          | 1885                | Edward Grey          | Liberale            |
| 1916 (S) | Francis Blake       |                      | Liberale            |
|          | 1922                | Hilton Philipson     | Nazionale Liberale  |
|          | 1923 (S)            | Mabel Philipson      | Conservatore        |
| 1929     | Alfred Todd         |                      | Conservatore        |
|          | 1935                | Hugh Seely           | Liberale            |
| 1941 (S) | George Charles Grey |                      | Liberale            |
| 1944 (S) | William Beveridge   |                      | Liberale            |
|          | 1945                | Robert Thorp         | Conservatore        |
| 1951     | Antony Lambton      |                      | Conservatore        |
|          | 1973 (S)            | Alan Beith           | Liberale            |
|          | 1988                | Alan Beith           | Liberal Democratici |
|          | 2015                | Anne-Marie Trevelyan | Conservatore        |
|          | 2024                | Collegio abolito     | Collegio abolito    |

## Elezioni

### Elezioni negli anni 2010
| Partito                    | Partito                                   | Candidato                  | Risultati 12 dicembre 2019 | Risultati 12 dicembre 2019 |
| Partito                    | Partito                                   | Candidato                  | Voti                       | %                          |
| -------------------------- | ----------------------------------------- | -------------------------- | -------------------------- | -------------------------- |
|                            | Conservatore                              | Anne-Marie Trevelyan       | 23 947                     | 56,87                      |
|                            | Laburista                                 | Trish Williams             | 9 112                      | 21,64                      |
|                            | Lib Dem                                   | Tom Hancock                | 7 656                      | 18,18                      |
|                            | Verdi                                     | Thomas Stewart             | 1 394                      | 3,31                       |
|                            |                                           |                            |                            |                            |
| Iscritti                   | Iscritti                                  | Iscritti                   | 59 939                     | 100,00                     |
| ↳ Votanti (% su iscritti)  | ↳ Votanti (% su iscritti)                 | ↳ Votanti (% su iscritti)  | 42 109                     | 70,25                      |
| ↳ Astenuti (% su iscritti) | ↳ Astenuti (% su iscritti)                | ↳ Astenuti (% su iscritti) | 17 830                     | 29,75                      |
|                            |                                           |                            |                            |                            |
|                            | Esito: collegio confermato a Conservatore |                            |                            |                            |

| Partito                    | Partito                                   | Candidato                  | Risultati 8 giugno 2017 | Risultati 8 giugno 2017 |
| Partito                    | Partito                                   | Candidato                  | Voti                    | %                       |
| -------------------------- | ----------------------------------------- | -------------------------- | ----------------------- | ----------------------- |
|                            | Conservatore                              | Anne-Marie Trevelyan       | 22 145                  | 52,46                   |
|                            | Laburista                                 | Scott Dickinson            | 10 364                  | 24,55                   |
|                            | Lib Dem                                   | Julie Pörksen              | 8 916                   | 21,12                   |
|                            | Verdi                                     | Thomas Stewart             | 787                     | 1,86                    |
|                            |                                           |                            |                         |                         |
| Iscritti                   | Iscritti                                  | Iscritti                   | 58 791                  | 100,00                  |
| ↳ Votanti (% su iscritti)  | ↳ Votanti (% su iscritti)                 | ↳ Votanti (% su iscritti)  | 42 212                  | 71,80                   |
| ↳ Astenuti (% su iscritti) | ↳ Astenuti (% su iscritti)                | ↳ Astenuti (% su iscritti) | 16 579                  | 28,20                   |
|                            |                                           |                            |                         |                         |
|                            | Esito: collegio confermato a Conservatore |                            |                         |                         |

| Partito                    | Partito                                         | Candidato                  | Risultati 7 maggio 2015 | Risultati 7 maggio 2015 |
| Partito                    | Partito                                         | Candidato                  | Voti                    | %                       |
| -------------------------- | ----------------------------------------------- | -------------------------- | ----------------------- | ----------------------- |
|                            | Conservatore                                    | Anne-Marie Trevelyan       | 16 603                  | 41,07                   |
|                            | Lib Dem                                         | Julie Pörksen              | 11 689                  | 28,92                   |
|                            | Laburista                                       | Scott Dickinson            | 6 042                   | 14,95                   |
|                            | UKIP                                            | Nigel Coghill-Marshall     | 4 513                   | 11,16                   |
|                            | Verdi                                           | Rachael Roberts            | 1 488                   | 3,68                    |
|                            | Democratici                                     | Neil Humphrey              | 88                      | 0,22                    |
|                            |                                                 |                            |                         |                         |
| Iscritti                   | Iscritti                                        | Iscritti                   | 58 079                  | 100,00                  |
| ↳ Votanti (% su iscritti)  | ↳ Votanti (% su iscritti)                       | ↳ Votanti (% su iscritti)  | 40 423                  | 69,60                   |
| ↳ Astenuti (% su iscritti) | ↳ Astenuti (% su iscritti)                      | ↳ Astenuti (% su iscritti) | 17 656                  | 30,40                   |
|                            |                                                 |                            |                         |                         |
|                            | Esito: collegio passa da Lib Dem a Conservatore |                            |                         |                         |

| Partito                    | Partito                              | Candidato                  | Risultati 6 maggio 2010 | Risultati 6 maggio 2010 |
| Partito                    | Partito                              | Candidato                  | Voti                    | %                       |
| -------------------------- | ------------------------------------ | -------------------------- | ----------------------- | ----------------------- |
|                            | Lib Dem                              | Alan Beith                 | 16 806                  | 43,72                   |
|                            | Conservatore                         | Anne-Marie Trevelyan       | 14 116                  | 36,72                   |
|                            | Laburista                            | Alan Strickland            | 5 061                   | 13,17                   |
|                            | UKIP                                 | Mick Weatheritt            | 1 243                   | 3,23                    |
|                            | BNP                                  | Peter Mailer               | 1 213                   | 3,16                    |
|                            |                                      |                            |                         |                         |
| Iscritti                   | Iscritti                             | Iscritti                   | 57 371                  | 100,00                  |
| ↳ Votanti (% su iscritti)  | ↳ Votanti (% su iscritti)            | ↳ Votanti (% su iscritti)  | 38 439                  | 67,00                   |
| ↳ Astenuti (% su iscritti) | ↳ Astenuti (% su iscritti)           | ↳ Astenuti (% su iscritti) | 18 932                  | 33,00                   |
|                            |                                      |                            |                         |                         |
|                            | Esito: collegio confermato a Lib Dem |                            |                         |                         |

### Elezioni negli anni 2000
| Partito                    | Partito                              | Candidato                  | Risultati 5 maggio 2005 | Risultati 5 maggio 2005 |
| Partito                    | Partito                              | Candidato                  | Voti                    | %                       |
| -------------------------- | ------------------------------------ | -------------------------- | ----------------------- | ----------------------- |
|                            | Lib Dem                              | Alan Beith                 | 19 052                  | 52,79                   |
|                            | Conservatore                         | Mike Elliott               | 10 420                  | 28,87                   |
|                            | Laburista                            | Glen Reynolds              | 6 618                   | 18,34                   |
|                            |                                      |                            |                         |                         |
| Iscritti                   | Iscritti                             | Iscritti                   | 56 924                  | 100,00                  |
| ↳ Votanti (% su iscritti)  | ↳ Votanti (% su iscritti)            | ↳ Votanti (% su iscritti)  | 36 090                  | 63,40                   |
| ↳ Astenuti (% su iscritti) | ↳ Astenuti (% su iscritti)           | ↳ Astenuti (% su iscritti) | 20 834                  | 36,60                   |
|                            |                                      |                            |                         |                         |
|                            | Esito: collegio confermato a Lib Dem |                            |                         |                         |

| Partito                    | Partito                              | Candidato                  | Risultati 7 giugno 2001 | Risultati 7 giugno 2001 |
| Partito                    | Partito                              | Candidato                  | Voti                    | %                       |
| -------------------------- | ------------------------------------ | -------------------------- | ----------------------- | ----------------------- |
|                            | Lib Dem                              | Alan Beith                 | 18 651                  | 51,37                   |
|                            | Conservatore                         | Glen Sanderson             | 10 193                  | 28,07                   |
|                            | Laburista                            | Martin Walker              | 6 435                   | 17,72                   |
|                            | UKIP                                 | John Pearson               | 1 029                   | 2,83                    |
|                            |                                      |                            |                         |                         |
| Iscritti                   | Iscritti                             | Iscritti                   | 56 909                  | 100,00                  |
| ↳ Votanti (% su iscritti)  | ↳ Votanti (% su iscritti)            | ↳ Votanti (% su iscritti)  | 36 308                  | 63,80                   |
| ↳ Astenuti (% su iscritti) | ↳ Astenuti (% su iscritti)           | ↳ Astenuti (% su iscritti) | 20 601                  | 36,20                   |
|                            |                                      |                            |                         |                         |
|                            | Esito: collegio confermato a Lib Dem |                            |                         |                         |

## Risultati dei referendum

### Referendum sulla permanenza del Regno Unito nell'Unione europea del 2016
|             | Collegio           | Lasciare UE % | Rimanere in UE % |
| ----------- | ------------------ | ------------- | ---------------- |
|             | Berwick-upon-Tweed | 55,5%         | 44,5%            |
| Inghilterra | 53,3%              | 46,7%         |                  |
| Regno Unito | 51,9%              | 48,1%         |                  |